# St. George Illawarra Dragons
St. George Illawarra Dragons es un equipo profesional de rugby league de Australia que representa a las regiones de Ilawarra y St. George de Nueva Gales del Sur.
Participa anualmente en la National Rugby League, la principal competición de la disciplina en el país.
El equipo hace como local en el WIN Stadium, con una capacidad de 23.000 espectadores.

## Historia
El club fue fundado en 1998, naciendo de la unión de los St. George Dragons y los Illawarra Steelers, producto de la Guerra de la Super League.
El equipo participó por primera vez en la liga en la temporada 1999 finalizando en el segundo lugar luego de perder la final frente a Melbourne Storm.
Durante su historia, el club ha logrado 1 campeonato nacional en la temporada 2010.
En 2011 participó en el World Club Challenge venciendo 21 a 15 a los Wigan Warriors.

## Palmarés

### Campeonatos Mundiales
- World Club Challenge (1): 2011

### Campeonatos Nacionales
- National Rugby League[2] (1): 2010
- Minor Premiership (2): 2009, 2010.